# Kamel i rytmiskt skogslandskap
Kamel i rytmiskt skogslandskap (tyska: Kamel in rhythmischer Baumlandschaft) är en oljemålning av den tysk-schweiziske målaren Paul Klee från 1920.

## Målningen
Kamel i rytmiskt skogslandskap är en av de första målningar som Paul Klee gjorde i olja och är typisk för konstnärens intresse av färgteori, teckningsteknik och musikalitet. Den är också en av många bilder i västerländsk konst som använder sig av kameler som objekt. Året innan, 1919, hade Paul Klee utfört en annan oljemålning med kameler med namnet Två kameler och en åsna.
Målningens komposition är baserad på horisontella band som har ett stort antal med cirkelrunda former pålagda.

## Proveniens
Målningen finns i Kunstsammlung Nordrhein-Westfalen, Düsseldorf, Tyskland